# História do Metropolitano de Londres
A história do Metrô de Londres teve uma evolução gradual. A construção de caminhos de ferro no Reino Unido começou no início do século XIX. Por volta de 1854, seis terminais de trem independentes foram construídos mesmo fora do centro de Londres: London Bridge, Euston, Paddington, King's Cross, Bishopsgate e a Waterloo. A esta altura, apenas a Estação de Fenchurch Street estava localizada no que hoje é a actual Cidade de Londres. O tráfego automóvel na cidade e nas suas áreas periféricas aumentaram significativamente neste período, em parte, devido à necessidade de transporte ferroviário para completar a sua viagem até ao centro da cidade, por estrada. A ideia de construir um sistema de metropolitano que ligasse a cidade de Londres com as principais estações de terminais foi proposta pela primeira vez na década de 1830, mas isso não foi levado a sério até à década de 1850, onde a ideia foi levada a sério como uma solução para o problema dos automóveis e do trânsito.

## O primeiro Metrô

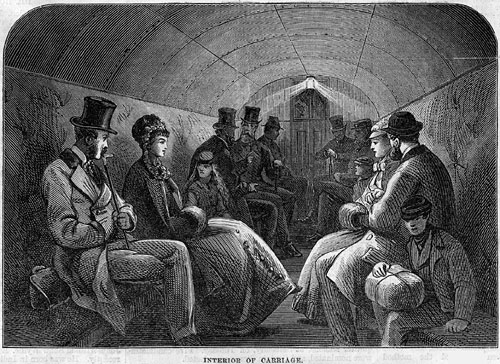
Dentro das primeiras carruagens do Metro de Londres

Em 1854, um Ato do Parlamento foi passado, aprovando, assim, a construção de um sistema de metropolitano entre a Estação de Paddington e a Farringdon Street via King's Cross que era suposto ser chamado por Metropolitan Railway. A Great Western Railway (GWR) deu apoios financeiros para o projecto quando o mesmo foi agregado numa junção ligando o metropolitano ao seu terminal principal, Paddington. A GWR também concordou num design especial para os comboios do novo meio de transporte subterrâneo.
A construção foi adiada durante alguns anos devido a poucos fundos monetários. O facto do projecto começar de todo a andar para a frente deveu-se inteiramente ao trabalho desenvolvido por Charles Pearson, que era o Solicitador da City of London Corporation na altura. Pearson suportou a ideia de um metro em Londres por muitos anos. Ele advogou planos para a demolição dos bairros de lata não higiénicos que deveriam ser substituídos, e os seus moradores deveriam ser realojados nos subúrbios de Londres, com o novo meio de transporte a providenciar a deslocação desses mesmos habitantes para os seus trabalhos no centro da cidade. Contudo ele nunca esteve directamente ligado ao funcionamento do Sistema de Metropolitano, ele é amplamente acreditado por ser um dos verdadeiros e primeiros visionários por detrás do conceito dos sistemas de metropolitano. E em 1859 foi Pearson que persuadiu a City of London Corporation para ajudar a financiar o projecto. O trabalho começou finalmente em Fevereiro de 1860, debaixo da orientação do engenheiro chefe John Fowler. Pearson morreu antes do projecto com o qual sonhou durante anos estar concluído..
A Metropolitan Railway abriu a 10 de Janeiro de 1863. Poucos meses após a abertura, transportava mais de 26.000 passageiros por dia. A Hammersmith and City Railway foi aberta a 13 de Junho de 1864 entre Hammersmith e Paddington. Os serviços foram inicialmente operados pela GWR entre Hammersmith e a Farringdon Street. Por volta de Abril de 1865 o Metropolitano tomou o controlo do serviço. a 23 de Dezembro de 1865, a extensão do Metropolitano para o lado este de Londres, até à Moorgate Street abriu. Mais tarde, ainda na mesma década, outros "ramos" da rede metropolitana foram abertos para a Swiss Cottage, South Kensington e para a Addison Road, Kensington (hoje em dia conhecida como Kensington Olympia). Inicialmente, os comboios do Metro de Londres percorriam os seus trilho em bitolas duplas, permitindo o uso da assinatura da GWR para a bitola larga no material circulante e mais amplamente utilizada, a bitola estandardizada. Desacordos com a GWR forçaram a Metropolitan a utilizar a bitola estandardizada em 1863, depois da GWR desistir de todo o seus material dos comboios. Estas diferenças foram mais tarde resolvidas, no entanto a bitola larga foi totalmente retirada/recusada do sistema de metropolitano em Março de 1869.

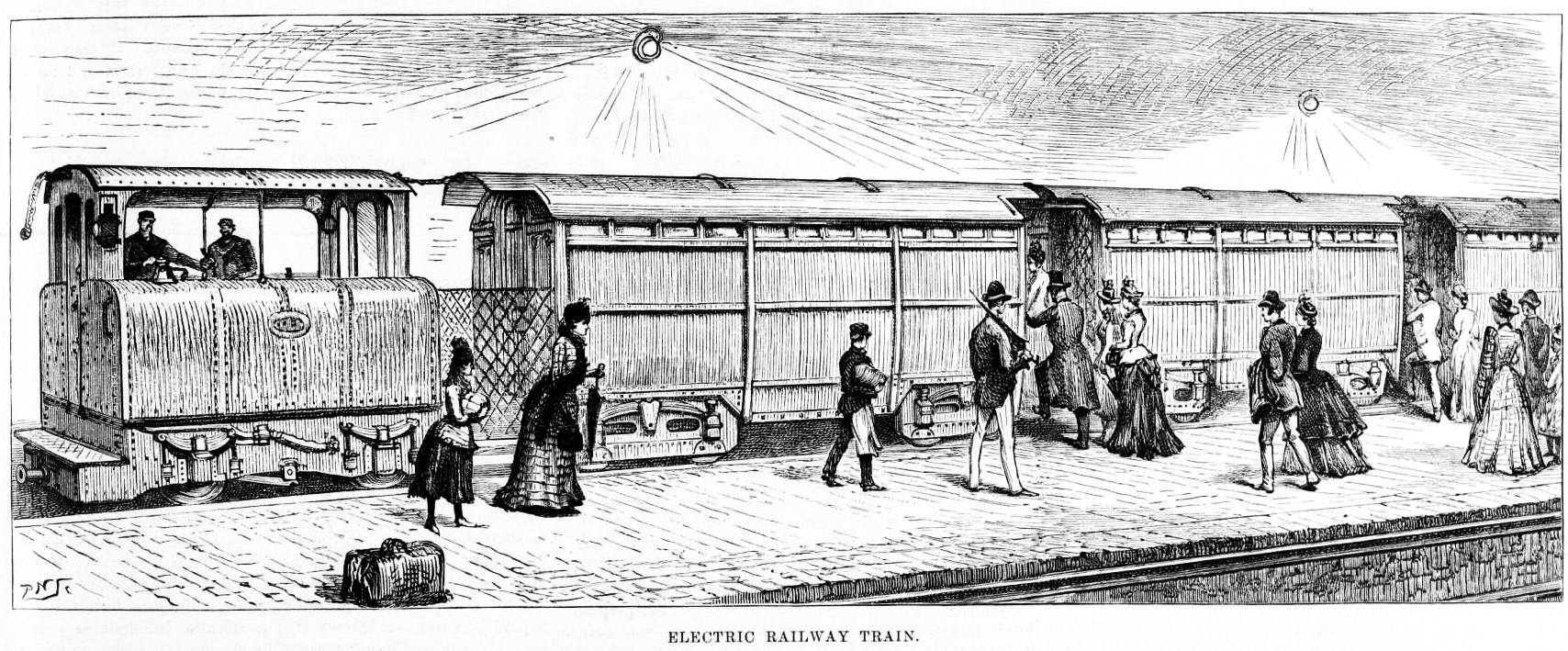
Carruagens do primeiro Metro de Londres

A 24 de Dezembro de 1868, a Metropolitan District Railway começou a operar serviços entre South Kensington, Estação de Londres Victoria e Westminster utilizando os comboios e as carruagens do Metropolitan Railway. A companhia, que cedo se tornou conhecida por "the District", foir primeiramente incorporada em 1864 para completar/finalizar uma linha de metropolitano, Inner Circle, à volta de Londres em conjunto com a Metropolitan. Isto fazia parte de um plano para construir duas linhas, a Inner Circle line e a Outer Circle line à volta de Londres.
Uma rivalidade feroz, cedo nasceu entre a District e a Metropolitan. Isto atrasou seriamente a conclusão do projecto da Inner Circle com as duas companhias a competir para construir mais e de forma mais lucrativa, trilhos do Metro de Londres nos subúrbios de Londres. A London and North Western Railway (LNWR) começou a operar os serviços da Outer Circle desde a Broad Street via Willesden Junction, Addison Road e Earl's Court para Mansion House, em 1872. A Inner Circle não foi acabada antes de 1884, com a Metropolitan e a District operando serviços do Metro de Londres ao mesmo tempo e juntamente. Porém, antes de 1884, a District concluiu a sua rota entre West Brompton e a Blackfriars em 1870, com um cais de duplo, ou um interface com a Metropolitan na South Kensington. Em 1877, começou a operar os seus próprios serviços desde Hammersmith até Richmond, numa linha originalmente inaugurada pela London & South Western Railway (LSWR) em 1869. A District, abriu então uma nova linha a partir de Turnham Green até Ealing em 1879 e efectuou obras para alargar o seu "ramo" da West Brompton para Fulham em 1880. Ainda na mesma década, a Metropolitan, estendeu também a sua linha até Harrow para noroeste.

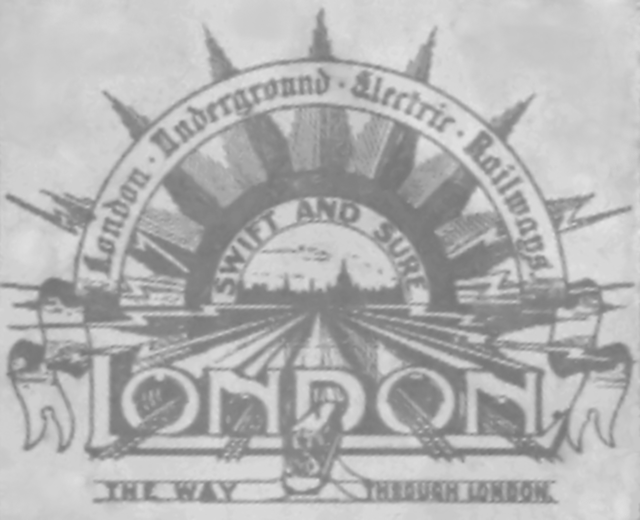
Logotipo dos Caminho de Ferro de Londres em 1908 (fotografia do logo de uma carteirinha com o mapa da rede da altura)

Os primeiros túneis foram feitos, utilizando o método de construção cortar-e-tapar. Isto causou uma perturbação generalizada e requereu/levou à demolição de muitas e várias propriedades à superfície. Os primeiros comboios eram extremamente poluentes, e faziam muito fumo, pelo que era necessário e requerido uma forte ventilação à superfície de modo a não tornar os túneis do metro, numa espécie de "túneis da morte", devido aos gases poluentes. A instalação de vários poços para ventilação em vários pontos das linhas, foram permitidos, para expelir os gases produzidos pelos comboios a vapor e para trazer ar fresco para os túneis.  Um destes ventiladores foi construído e pode ser visto em Leinster Gardens, W2.  A fim de preservar as características visuais no que continuava a ser uma "well-to-do street" (rua bem-a-fazer), uma faixa de concreto com cinco pés de espessura (1,5 metros) foi construída para salvar a fachada genuína de uma casa.

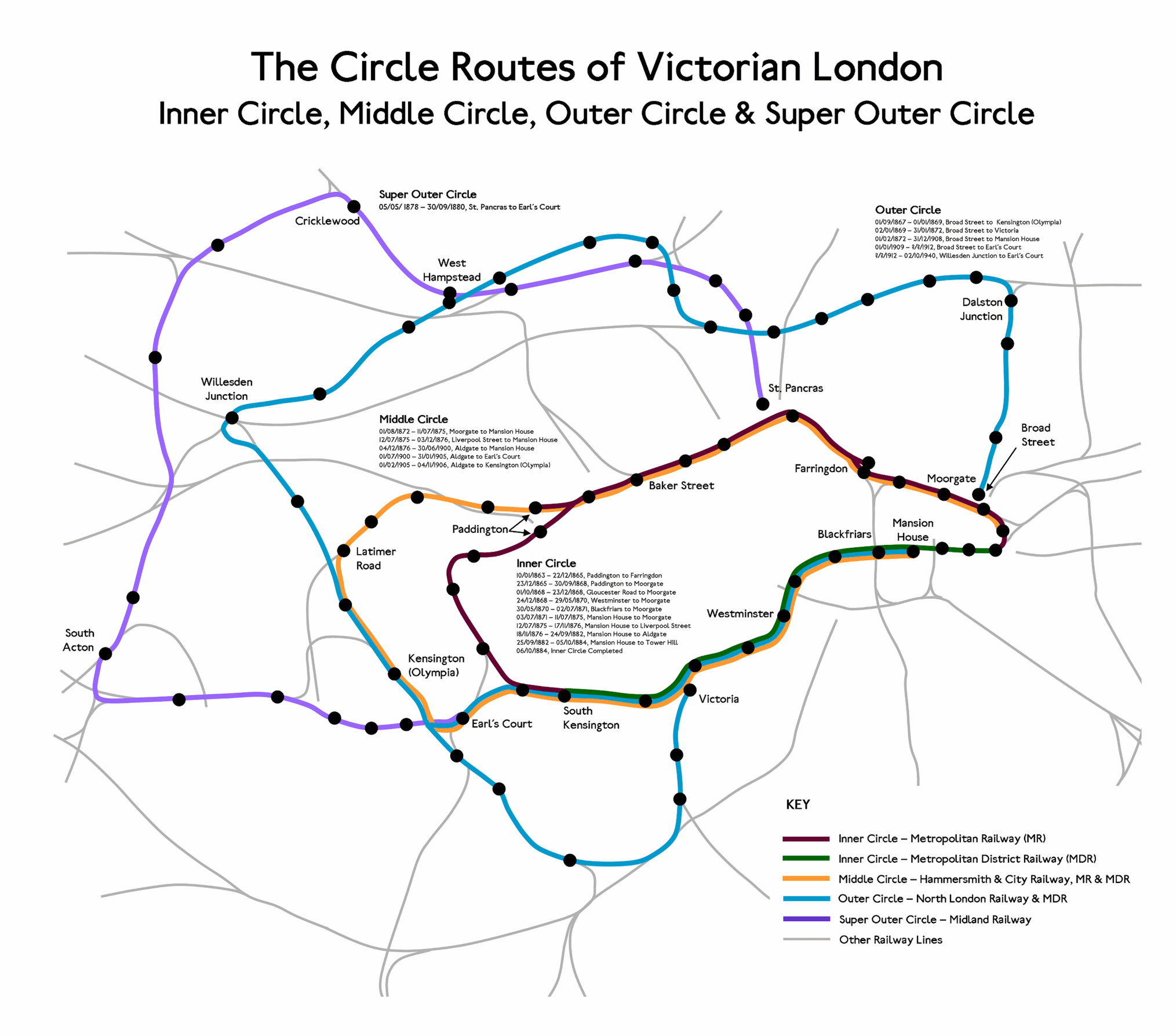
As primeiras linhas do Metro de Londres

A 7 de Dezembro de 1869 a London, Brighton and South Coast Railway (LB&SCR) começou a operar os seus serviços entre Wapping e New Cross Gate na East London Railway (ELR) utilizando o Túnel do Tamisa, desenhado por Marc Brunel, que desenhou o revolucionário método da tuneladora escudo que tornou a sua construção não só possível, mas também mais segura, e foi acabada pelo seu filho Isambard Kingdom Brunel. Este abriu em 1843 como um túnel para pedestres (um túnel pedonal), mas em 1865 o túnel foi comprado pela ELR (um concilio de seis companhias de comboios diferentes: a Great Eastern Railway (GER); London, Brighton and South Coast Railway (LB&SCR); London, Chatham and Dover Railway (LCDR); South Eastern Railway (SER); Metropolitan Railway; e a Metropolitan District Railway) e convertido num túnel que pudesse ser usado pelo Metro de Londres. Em 1884 a District e a Metropolitan começaram a operar os serviços da linha.
Pelo final dos anos 80 do século XIX, as linhas do metropolitano já haviam sido estendidas até Chesham na Metropolitan, Hounslow, Wimbledon e Whitechapel na District e New Cross na East London Railway. Pelo final do século XIX, a Metropolitan havia estendido as suas linhas para fora de Londres, para Aylesbury, Verney Junction e Brill, criando assim novos subúrbios ao longo da rota das linhas, posteriormente divulgada pela empresa como Metro-land. Até antes dos anos 30 do século XX, a companhia manteve-se ambiciosa para continuar a ser considerada um dos principais construtores e operadores das linhas de comboio urbanas (o metropolitano).

## As primeiras linhas de Metrô

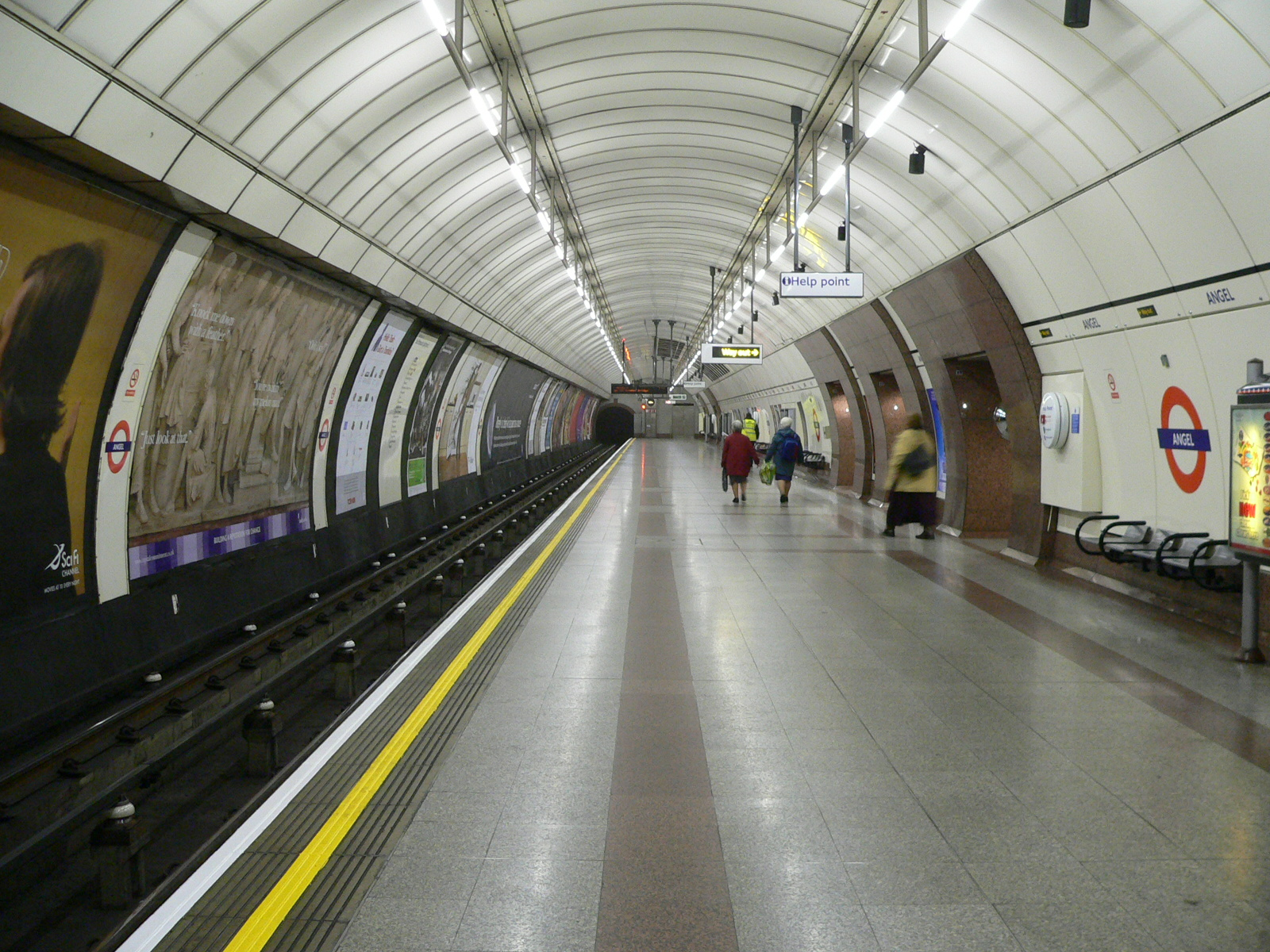
A alcunha "the Tube" vem da forma circular em forma de túnel que os tuneis têm e as estações onde as carruagens chegam o mesmo. Esta fotografia, mostra a forma circular da Angel tube station na Northern Line

Seguindo os avançados usos em túneis em forma de tubo, tracção electrónica e designs de túneis profundos, foram construídos mais tarde novas linhas de metropolitano, porém clandestinas. Isto causou muito menos erosão ao nível do solo e era muito mais barato na altura e preferível também utilizar o método de construção de cortar-e-tapar, isto é, escavar o solo, criar o túnel, e tapar tudo, mantendo assim o solo liso e direito, livre de obstáculos, e pronto para novos desenvolvimentos.
A City & South London Railway (C&SLR, actualmente parte da Northern Line) abriu em 1890, entre a Stockwell e o agora original, porém fechado, terminal na King William Street. Foi este, o primeiro sistema de metropolitano de grande profundidade a operar em todo o mundo. Por volta de 1900, esta mesma linha sofreu expansões em ambos os fins, para a Clapham Common no sul e para a Moorgate Street (através de um desvio) no norte. A segunda dessas linhas, foi a Waterloo and City Line Waterloo and City Railway, inaugurada em 1898. Foi construída e operada pela London and South Western Railway.
A 30 de Julho de 1900, a Central London Railway (agora conhecida como Central Line) foi aberta, realizando viagens de Bank para Shepherd's Bush, e vice-versa. Esta linha recebeu a alcunha de "Twopenny Tube" ("Metrô de Dois Centavos"), pela sua tarifa e pelos seus túneis cilíndricos; a alcunha de "tube" foi eventualmente transferida para o sistema de metropolitano completo, o Metro de Londres. Um interface foi providenciado/construído no C&SLR, estação de Bank. A construção, começou em Agosto de 1898, no Baker Street & Waterloo Railway. Contudo, os trabalhos nestes caminhos de ferro entraram num impasse dezoito meses depois do inicio da sua construção, devido à falta de fundos para seguir com as obras.

## Integração

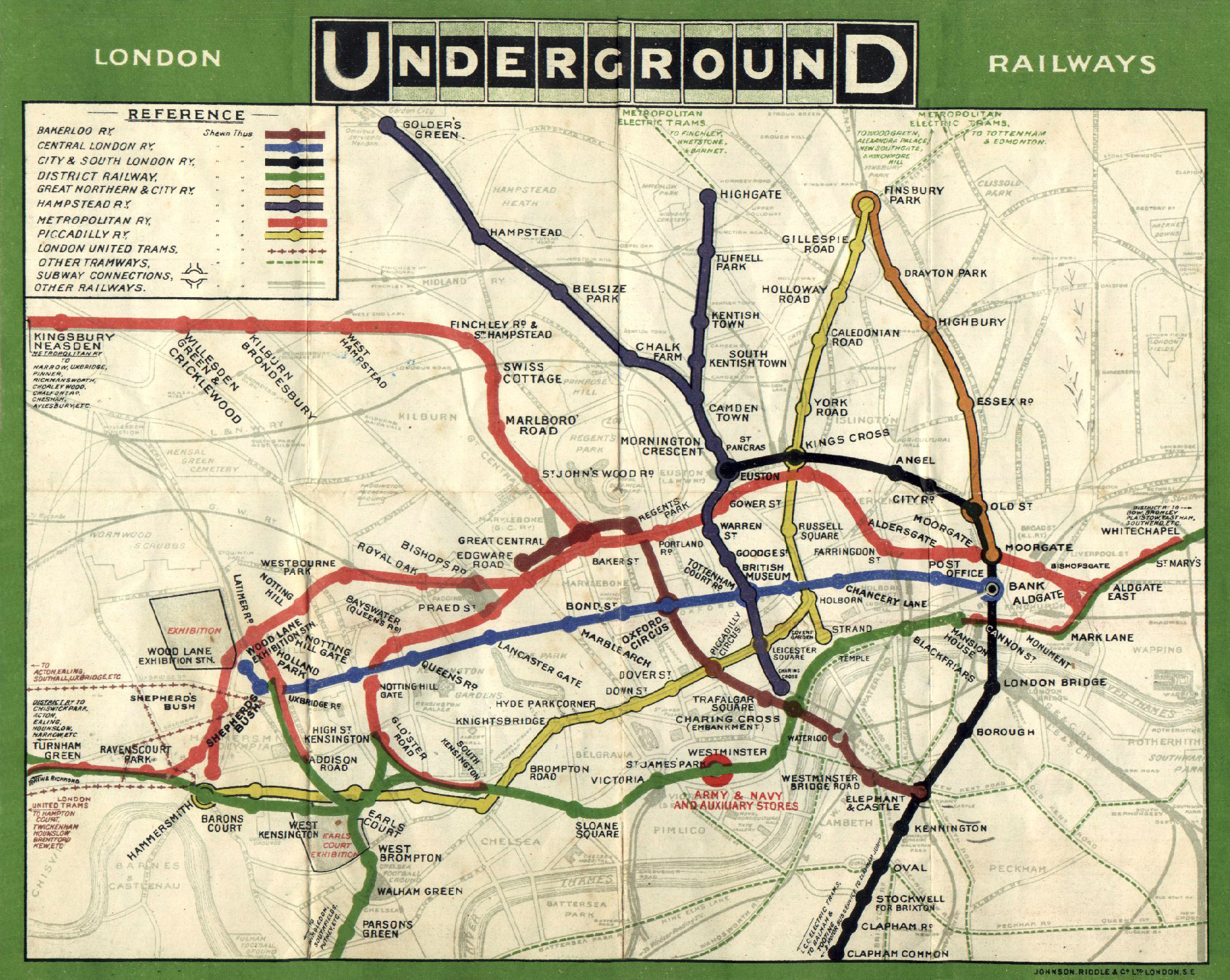
Mapa do Metro de Londres em 1908

No início do século XX, o facto de existirem seis operadores diferentes da linhas do metropolitano londrino, causou inconveniências substanciais aos passageiros/usuários do mesmo; em muitos lugares, os passageiros tinham que percorrer distâncias, por vezes grandes, á superfície para efectuarem a mudança entre as linhas. Os custos associados a este facto da gestão do metropolitano, eram igualmente altos, e como resultado, muitas companhias procuraram por financiadores que lhes pudessem dar algum dinheiro de que precisavam para expandir o sistema de metro para os subsídios, assim como electrificar as linhas operacionais mais antigas do Metro de Londres. O financiador mais promissor era Charles Yerkes, um tycoon Americano que assegurou e financiou a construção da Charing Cross, Euston & Hampstead Railway (CCE&HR) a 1 de Outubro de 1900. Em Março de 1901, Yerkes efectivamente tomou o controlo do Distrito e tornou-se assim capaz, e formou a Metropolitan District Electric Traction Company (MDET) a 15 de Julho do mesmo ano. Depois disto, Charles adquiriu a Great Northern & Strand Railway e a Brompton & Piccadilly Circus Railway em Setembro de 1901, a construção de ambas, havia sido também já autorizada pelo próprio Parlamento da altura, juntamente com a moribunda Baker Street & Waterloo Railway em Março de 1902. A 9 de Abril a MDET tornou-se na Underground Electric Railways of London Company Ltd (UERL). A UERL também comprou/adquiriu três companhias de eléctricos e entrou também na compra da London General Omnibus Company, criando assim uma organização colonial conhecida como "the Combine" (a Combinação), que entrou no domínio da construção e expansão do sistema de metropolitano londrino antes da década de 1930.

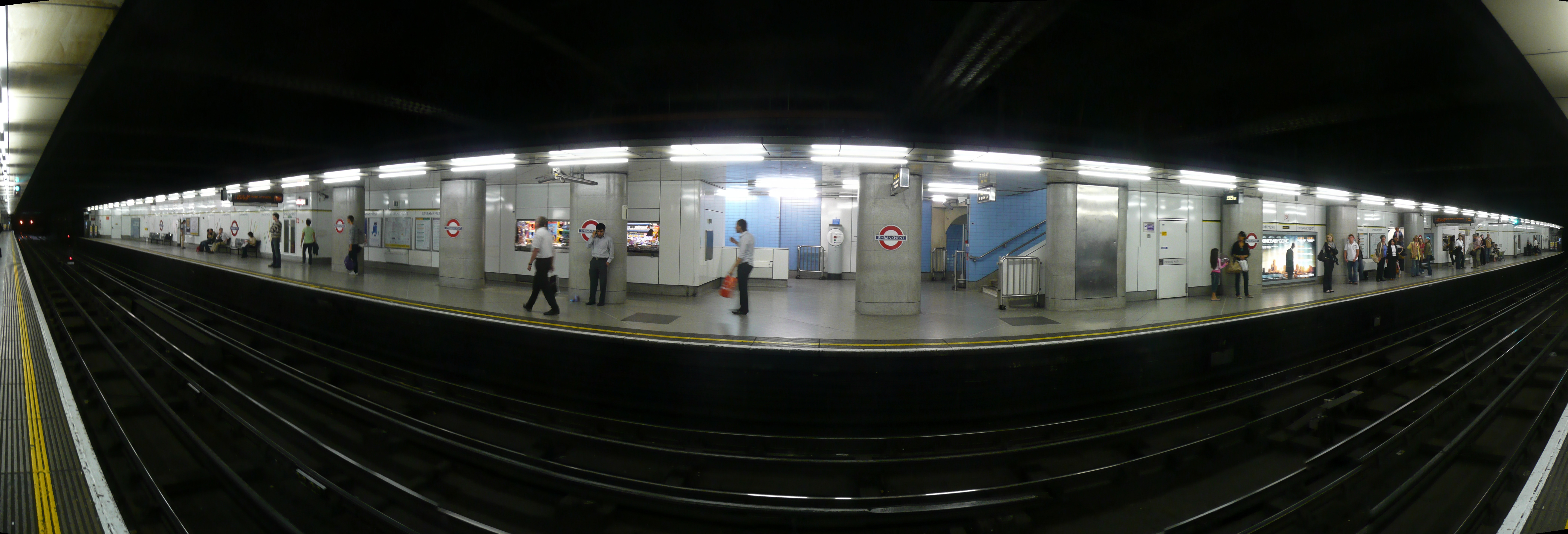
Plataforma da Circle line e District line na Estação de Embankment

Com o apoio financeiro de Yerkes, a District line abriu a sua extensão para South Harrow em 1903 e completou a sua ligação com o ramo de Uxbridge da Metropolitan line em Rayners Lane em 1904, contudo, os serviços para Uxbridge na District line, não começaram antes de 1910, facto causado por outro desacordo com a Metropolitan. No final de 1905, todos os serviços do District Railway e da Inner Circle eram efectuados já por trens/carruagens movidas a electricidade (composições electrificadas).
A Baker Street & Waterloo Railway abriu em 1906, logo denomina-se Bakerloo, e por 1907 tinha sido prolongada para Edgware Road no norte e para Elephant & Castle em o sul. O recém-nomeado Brompton & Piccadilly Railway, que combina os dois projetos adquiridos pela MDET, em Setembro de 1901, também inaugurado em 1906. Com túneis em uma impressionante profundidade de 200 metros abaixo da superfície, que decorreu de Finsbury Park em Hammersmith, uma única estação ramo para Vertente (mais tarde renomeado Aldwych) foi acrescentada em 1907. No mesmo ano, a CCE&FC abertos a partir de Charing Cross para Camden Town, com dois ramos em direção ao norte, para uma Golders Green e um para Highgate (actual Archway).
Empreendimentos independentes que continuaram na primeira parte do século XX. A independente Great Northern Railway & City abriu em 1904 entre Finsbury Park e Moorgate. Foi a única linha de tubos de diâmetro suficiente para ser capaz de lidar com ações de manutenção de linha, e ele foi originalmente destinado a ser parte de uma linha ferroviária. Contudo dinheiro logo saiu correndo e se manteve a rota separada da linha principal de rede até a década de 1970. A C&SLR foi também alargado norte de Euston até 1907.
No início de 1908, em um esforço para aumentar número de passageiros, o metropolitano operadores acordaram em promover os seus serviços em conjunto como o "Underground", a publicação de novos anúncios e criar gratuitamente um mapa da rede de publicidade para o efeito. O mapa apresentou uma rotulagem a tecla Bakerloo Ferroviária, o Centro de Londres Ferroviária, a City & South London Railway, o Distrito Ferroviária, a Great Northern Railway & City, a Hampstead Ferroviária (o nome abreviado da CCE&FC), a Metropolitan Railway ea Piccadilly Railway. Alguns outros caminhos apareceu no mapa, mas com menos destaque do que as citadas linhas. Estes incluíam parte do ELR (apesar de o mapa não era grande o suficiente para caber em toda a linha) e da Cidade Waterloo e Ferroviária. Como esta última era propriedade de uma linha principal empresa ferroviária não foi incluído nesta primeira fase da integração. Como parte do processo, "The Underground" nome apareceu em estações pela primeira vez e eléctricos Máquinas para emitir bilhetes Foram também introduzidas. Este foi seguido em 1913 pela primeira aparição do famoso símbolo do círculo e barra horizontal, conhecido como o "roundel" ("medalhão"), desenhado por Edward Johnston.

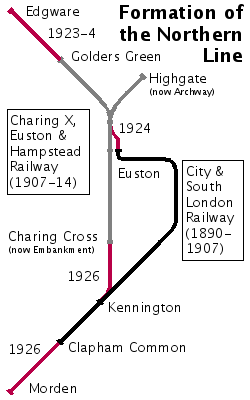
Houve uma grande expansão do que se tornaria a Northern line na década de 1920

Em 1 de Janeiro de 1913 a UERL absorvido dois outros independentes tubo linhas, a C&SLR Ferroviária e do Centro de Londres. Como a Combinar expandida, ficaram apenas o Metropolitano de distância a partir deste processo de integração, mantendo a sua ambição de ser considerada como uma das principais linhas ferroviárias. As propostas foram apresentadas para uma fusão entre as duas empresas em 1913, mas o plano foi rejeitado pelo Metropolitano. No mesmo ano, a empresa afirmou a sua independência através da compra fora da caixa prenderam Grande do Norte e Cidade Ferroviária. Ela também procurou um carácter muito próprio. O Metropolitan Excedente Terras Comissão tinha sido formada em 1887 a desenvolver juntamente com o alojamento e transporte ferroviário em 1919 Metropolitana Ferroviária Country Estates Ltd. foi fundada para aproveitar o período pós-Guerra Mundial Uma procura de habitação. Isto garantiu que o Metropolitan manteria uma imagem independente até a criação de transportes de Londres em 1933.
O Metropolitano também tentou eletrificar suas linhas. O Distrito e do Metropolitan concordou em utilizar o sistema de baixa voltagem DC para o Inner Circle, constituído por dois carris de potência elétrica dos comboios, de volta em 1901. No início de 1905 comboios eléctricos começaram a trabalhar a Uxbridge sucursal e de 1 de Novembro de 1906 locomotivas eléctricas comboios tomou tanto quanto Wembley Park, onde assumiu comboios a vapor. Este ponto foi transferido para passagem Harrow em 19 de Julho de 1908. O Hammersmith & City ramo também havia sido atualizado para trabalhar elétrica em 5 nov 1906. A electrificação da ELR seguido em 31 de Março de 1913, o mesmo ano, como a abertura de sua extensão, a Whitechapel e Shoreditch. Após a Acta das Ferrovias de 1921, que fundiu todas as principais linhas férreas prenderem dinheiro em quatro empresas (assim obliterando o original consórcio que tinha construído o ELR), o Metropolitan acordados para executar serviços de passageiros na linha.
A extensão de linha Bakerloo Queen's Park, foi concluído em 1915, e o serviço prorrogado para Watford Junction através das faixas da London and North Western Railway em 1917. A extensão da linha central, a Ealing Broadway foi atrasada pela guerra até 1920.
O grande desenvolvimento da década de 1920 foi a integração da CCE&AR e da C&SLR e extensões para formar o que viria a ser a Linha do Norte. Isto exigiu o alargamento das partes mais antigas da C&SLR, que tinham sido construídos sobre uma escala modesta. A integração exigidos encerramentos temporários durante 1922-24. Golders Green foi prolongada para Edgware em 1924, e do extremo sul foi prorrogado para Morden em 1926.
O ramo do Metropolitano de Watford abriu em 1925 e no mesmo ano foi alargada a electrificação de Rickmansworth. O último grande trabalho realizado pelo Metropolitano foi o ramo de Stanmore, que abriu em 1932.
Em 1933 a Combinar havia concluído o ramo da Piccadilly Line para Cockfosters, através de serviços executados  de Hounslow West e Uxbridge.

## Transporte de Londres

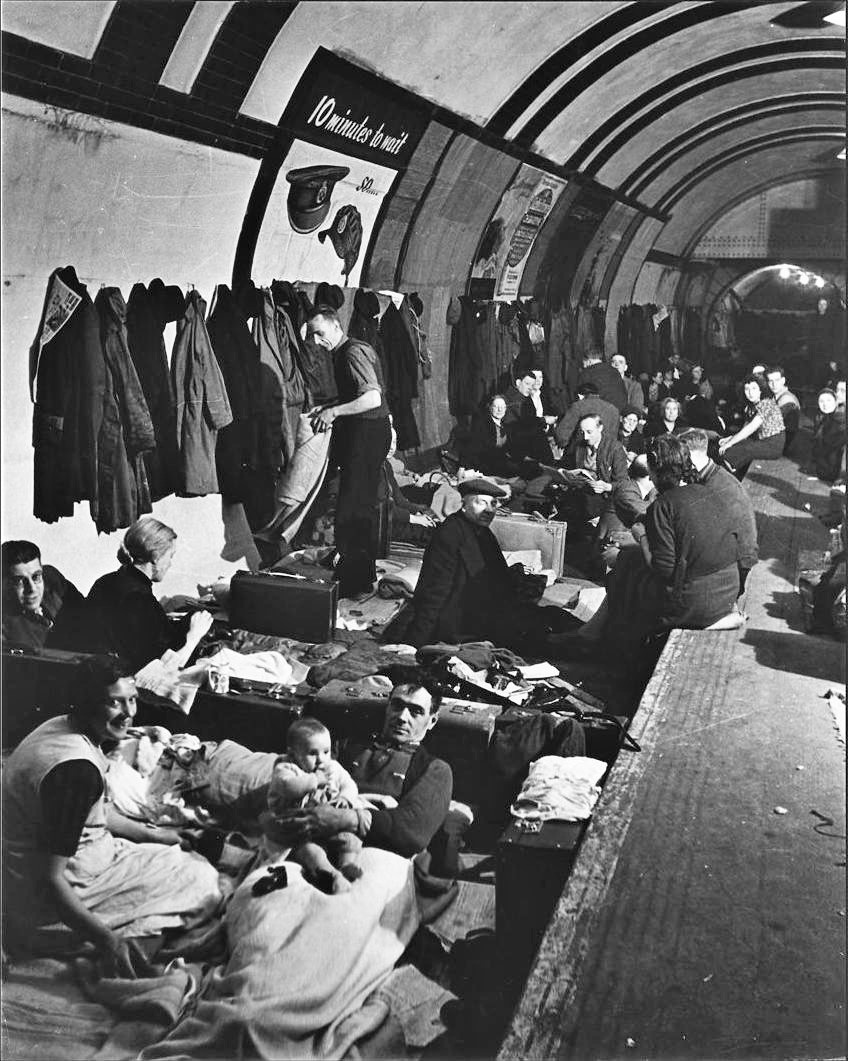
Cidadãos Londrinos escondidos num dos muitos tuneis do Metro de Londres, durante os bombardeamentos da cidade na Segunda Guerra Mundial, no evento que ficou conhecido por Blitz

Em 1933 a Combine, a Metropolitan e todas as empresas municipais e empresas de autocarros e eléctricos independentes, foram fundidas na London Passenger Transport Board (LPTB), uma empresa pública que efectuava apoio próprio e não subsidiada, e que foi criada a 1 de Julho de 1933. A London Passenger Transport Board cedo passou a ser conhecida com "London Transport" (LT).
Pouco tempo depois de ser criada, a LT iniciou o processo de integração de todas as linhas de metropolitano existentes na altura, em apenas uma única rede de metropolitano. Todas as linhas "ganharam" um novas denominações, de modo e a fim de se integrarem todas dentro de apenas uma rede de metropolitano. Um mapa gratuito destas linhas, desenhado por Harry Beck, foi emitido e passou a ser dado aos passageiros, em 1933. Nele surgiam então, as seguintes linhas: a District Line, a Bakerloo Line, a Piccadilly Line, a Edgware, Highgate and Morden Line, a Metropolitan Line, a Great Northern & City Line, a East London Line e a Central London Line. Normalmente considerado e reconhecido como um desenho clássico, uma versão mais actualizada deste mapa continua em uso ainda nos dias de hoje. A Waterloo & City line não foi incluida neste mapa, uma vez que não fazia parte de nenhuma empresa fundida na LT, e continuava a ser uma linha principal de railway (a Southern Railway desde 1923).
A LT anunciou um plano para a expansão e modernização da rede de metropolitano, intitulado por "New Works Programme" (Programa de Novos Trabalhos), que seguia o anúncio de propostas de melhoramento na Metropolitan Line. Este plano, consistiu várias ideias para expandir algumas linhas, para assumir a operação de linhas principais, antes asseguradas por outras empresas ferroviárias, e para electrificar toda a rede de metropolitano. Durante as décadas de 1930 e 1940, várias secções principais de linhas de transporte ferroviário foram convertidas em linhas de superfície do Metro de Londres. A parte mais antiga de toda a rede de metropolitano londrina hoje em dia, pode ser encontrada na Central line entre Leyton e Loughton, que abriu inicialmente como uma linhas de railway, sete anos antes da abertura do próprio Metro de Londrino.
A LT também buscou/comprou rotas abandonadas, no entanto tal acto, deu lugar a uma significativa perda financeira. Logo após a LPTB iniciar suas operações, os serviços para Verney Junction e Brill, na Metropolitan Railway, foram interrompidas. O renomeado terminal da "Metropolitan Line", foi movido para Aylesbury.
Com o surgimento da Segunda Guerra Mundial todos os planos e projectos de expansão para a rede metropolitana, foram adiados e alguns mesmo cancelados. A partir de meados de 1940, a "Blitz" levou ao uso de muitas estações do Metro de Londres, como abrigos antiaéreos durante os raides aéreos e pernoite. Inicialmente, as autoridades tentaram desencorajar e prevenir o ocorrido, mas mais tarde acabaram mesmo por distribuir/fornecer beliches, latrinas (pequenas casas-de-banho), e facilidades de catering (de acesso a comida). Mais tarde na guerra, oito abrigos de grande profundidade em Londres foram construídos por debaixo de estações de metro, ostensivamente para serem utilizados como abrigos (cada abrigo de grande profundidade, tinha capacidade e podia albergar 8.000 pessoas), embora que os planos de construção para esses mesmos abrigos depois da guerra, eram transforma-los/converte-los numa nova linha de expresso, paralela à Northern line. Algumas estações (actualmente a maioria encontra-se fora de serviço), foram convertidas em escritórios governamentais, para ajudar na delineação de estratégias para a guerra, e para proteger as altas figuras políticas: por exemplo, Down Street foi usada como sede e pelos respectivos membros principais, do Railway Executive Committee (Comité Executivo de Railway) e foi também utilizada para encontros do Gabinete de Guerra antes dos Cabinet War Rooms estarem finalizados; a Brompton Road foi usada como uma sala de controlo para defesa contra armas aéreas e as ruínas do edifício à superfície, continuam a ser utilizadas pela London's University Royal Naval Unit (URNU) e pela University London Air Squadron (ULAS).
Depois da guerra, um dos últimos actos da LPTB foi dar "luz verde" para a conclusão das então adiadas, expansões da Central Line. A expansão ocidental para West Ruislip foi finalizada em 1948, e a extensão para leste, para Epping, foi completada no ano seguinte, em 1949; a única linha do ramal Epping-Ongar-Ogar-Epping, foi retomada, sofrendo reestruturações, incluindo a electrificação da linha, isto já em 1957.

## Nacionalização

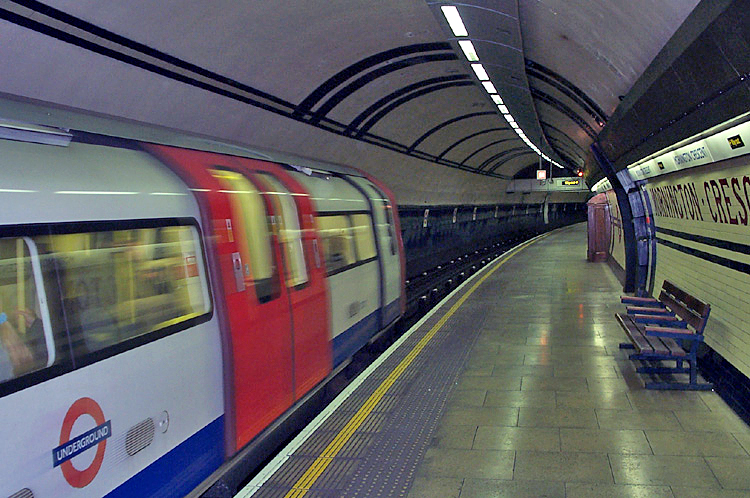
Uma carruagem de 1995 que entra na Estação de Mornington Crescent, na Northern Line

A 1 de Janeiro de 1948, a London Transport foi nacionalizada pelo governo Labour (Partido Trabalhista), juntamente com as quatro restantes empresas das principais linhas férreas, e incorporou o que pertencia à London Transport nos operadores da British Transport Commission (BTC). A LPTB foi substituída pela London Transport Executive (LTE). Isto trouxe pela primeira vez o metropolitano para o governo central, pela primeira vez na sua já larga história.
A implementação de um sistema de metropolitano nacionalizado foi um movimento de necessidade, como também um movimento ideológico. As principais companhias de linhas de caminhos de ferro, tiveram de lutar para lidar com uma economia de guerra na Primeira Guerra Mundial e até o final da Segunda Guerra Mundial. Neste espaço de tempo, as quatro empresas restantes estavam à beira da falência. A nacionalização, foi a maneira mais fácil e rápida, encontrada para salvar os caminhos de ferro, no mínimo período possível e assim providenciar dinheiro para estabilizar os estragos causados pela guerra. A BTC necessariamente deu prioridade à reconstrução das suas principais linhas férreas durante a manutenção da rede subterrânea de metropolitano. As partes inacabadas do New Works Programme (Novo Programa de Trabalhos), foram gradualmente suspensos ou adiados.
Contudo, a BTC autorizou a completação da electrificação da rede metropolitana, que visava substituir as locomotivas a vapor nas partes do sistema onde elas ainda operavam naqueles tempos. Este fase do programa foi apenas completada quando a Metropolitan Line foi electrificada em Chesham em 1960. As locomotivas a vapor, foram totalmente retiradas do sistema de metropolitano londrino (dos serviços prestados aos passageiros), a 9 de Setembro de 1961, quando a British Railways assumiu as operações da Metropolitan line entre Amersham e Aylesbury. A última locomotiva a vapor ainda a operar foi retirada do serviço em 1971. Acabando assim a era a vapor do Metro de Londres.
Em 1963 a LTE foi substituída pela London Transport Board, directamente responsável perante o Ministério dos Transportes do Reino Unido.

## Controlo da GLC
A 1 de Janeiro de 1970, o Greater London Council (GLC) assumiu as responsabilidades da London Transport. Este período é, talvez, o período mais conturbado da história dos transportes de Londres, caracterizado pela grande falta de pessoal e uma grave falta de financiamento por parte do governo central. Em 1980 o Partido Trabalhista conduziu o GLC a iniciar um projecto intitulado por 'Fares Fair' (Tarifas Justas), com um grande e significativo aumento nos impostos locais, a fim de todos os bilhetes de metro, poderem ficar a um preço mais reduzido, ou seja mais acessível para a maioria das pessoas. Inicialmente, a campanha teve um grande sucesso e a utilização do Sistema de Metropolitano Londrino registou um aumento significativo de passageiros. Mas sérias objecções surgiram à política, por parte do Bairro Londrino de Bromley, uma área de Londres que na época não possuía quaisquer estações do Metro de Londres. O Conselho (Council), ressentiu assim, na criação de um subsídio, que seria assim, um pequeno benefício para os seus residentes. O Conselho (Council), "levou" a GLC até à Law Lords que estipulou que a lei era ilegal, baseada nas próprias interpretações do GLC, do Transport (London) Act 1969. Eles ordenaram assim, que o Acto/Lei (Act) estipulado por parte da London Transport deveria, tão depressa quanto fosse possível, acabar. Em consonância com esta decisão, as 'Fares Fair' (Tarifas Justas), foram assim invertidas, e extinguidas, levando a um aumento de 100% nas tarifas em 1982 e uma posterior e consequente queda do número de passageiros a utilizarem o Metro de Londres. O escândalo levou Margaret Thatcher, membro do Governo Conservador, a retirar o controlo do sistema de metropolitano da GLC, em 1984, um desenvolvimento que acabou por ser um prelúdio e determinar a "sentença" da GLC, que viria a ser abolida dois anos mais tarde, em 1986..
No entanto, foi neste período que a rede de metropolitano viu o primeira e "real" investimento pós-guerra, com a abertura da muito bem e cuidadosamente planeada Victoria line, que foi construído numa diagonal nordeste-sudoeste, num alinhamento abaixo da Central London, incorporando controlos de sinais centralizados e comboios conduzidos automaticamente. A Victoria Lina, foi aberta ao público por fases, tendo-se presenciado a primeira em 1968 e a última três anos mais tarde, já em 1971. A Piccadilly line foi prolongada até ao Heathrow Airport (Aeroporto de Heathrow) em 1977, uma das mais importantes ligações de transportes públicos de sempre, e por sua vez, a Jubilee line foi aberta em 1979, ficando com parte da Bakerloo line, e com novos túneis entre Baker Street e Charing Cross. Houve também um importante legado deixado nas 'Fares Fair' (Tarifas Justas), a introdução de bilhetes por zonas, sistema que ainda hoje é utilizado pelo Metro de Londres (e em todo o mundo).

## Transporte Regional de Londres
Em 1984 o Governo Conservador de Margaret Thatcher retirou a London Transport do controlo do GLC, substituindo-o pela London Regional Transport (LRT) a 19 de Junho de 1984 - uma corporação estatal para a qual o Secretário de Estado dos Transportes foi e era directamente responsável. O Governo da altura, programou então modernizar o sistema de metropolitano londrino enquanto cortavam os seus subsídios dos impostos, pagos pelos contribuintes. Como parte integrante desta estratégia, a London Underground Limited foi criada a 1 de Abril de 1985 como uma subsidiária integral da LRT, relativamente ao funcionamento da rede de metropolitano.
O prognóstico para a LRT era bom/positivo. Oliver Green, o então curador do London Transport Museum, escreveu em 1987, o seguinte:

| Versão Inglesa (original) | Versão Portuguesa (tradução) |
| --- | --- |
| "In its first annual report, London Underground Ltd was able to announce that more passengers had used the system than ever before. In 1985-86 the Underground carried 762 million passengers - well above its previous record total of 720 million in 1948. At the same time costs have been significantly reduced with a new system of train overhaul and the introduction of more driver-only operation. Work is well in hand on the conversion of station booking offices to take the new Underground Ticketing System (UTS)…and prototype trials for the next generation of tube trains (1990) stock started in late 1986. As the London Underground celebrates its 125th anniversary in 1988, the future looks promising." | "No seu primeiro relatório anual, a London Underground Ltd estava capaz de anunciar e afirmar que o sistema de metropolitano havia sido utilizado por mais passageiros do que antes fora. Em 1985-86, o Metropolitano de Londres serviu mais de 762 milhões de passageiros - bem acima do seu record anterior, com um total de 720 milhões de passageiros em 1948. Ao mesmo tempo, os custos foram significativamente reduzidos com um novo sistema de formação geral e com a introdução de mais operações realizadas com apenas um motorista. O trabalho está bem numa mão sobre a conversão dos escritórios de reserva das estações para dar lugar ao novo Underground Ticketing System (UTS) (Sistema de Bilhetes do Metro de Londres)… e iniciaram-se ensaios com protótipos da nova geração de trens do metropolitano, os trens conhecidos por 1990, que iniciaram funções no final de 1986. Enquanto que o Metropolitano de Londres celebra o seu 125º aniversário, o futuro parece promissor" |

No entanto, a redução de custos não foi efectuada sem criticas. Às 19:30, do dia 18 de Novembro de 1987 um incêndio deflagrou na Estação de Metropolitano King's Cross St Pancras, a estação mais utilizada de toda a rede de metropolitano, matando 31 pessoas que se encontravam no local na altura do incidente. Mais tarde, veio-se a saber que o fogo tinha começado numas escadas rolantes que serviam a Piccadilly Line, que queimaram para além dos níveis mais fundos da estação de metro, o nível superior da estação (entradas e bilheteiras). A escada rolante, onde o fogo começou, tinha sido construída justamente depois da Segunda Guerra Mundial. Os degraus e os lados da escada rolante eram, parcialmente, feitos de madeira, significando assim, que arderam rapidamente, e com facilidade. Contudo, fumar na rede de metropolitano londrina já tinha sido proibido em Fevereiro de 1985 (como consequência do incêndio de Oxford Circus), o fogo foi provavelmente causado por um passageiro que acendeu um fósforo, e que o deixou cair para o lado das escadas rolantes, fazendo o fósforo entrar, assim, no interior das escadas, para a pista das mesmas (Fennell 1988, p. 111). A pista dessa escada rolante, não era limpa já há muito tempo, e na altura do incêndio, estava cheia de graxa e de detritos compostos por fibras. O Membro do Parlamento daquela área, Frank Dobson, informou a House of Commons (Câmara dos Comuns), que o  número de passageiros empregados que passavam pela estação, que ultrapassava os 200,000 todos os dias já naqueles tempos, tinha sido reduzida de dezasseis para dez, e que o pessoal da limpeza tinha sido igualmente reduzido, de catorze para apenas dois. O trágico acontecimento levou à supressão e retirada de todas as escadas de madeira em todas as estações de metro, e levou a promessas de maior investimento no sistema.
Em 1994, com a privatização da British Rail, a LRT assumiu o controlo da Waterloo and City line, incorporando a mesma pela primeira vez, na rede de metropolitano londrina. Este ano também viu também o fim dos serviços prestados pelo ramo Epping-Ongar na Central Line, assim como o fim dos serviços do ramo Aldwych na Piccadilly Line, depois de ter sido acordado que a necessidade de manutenção e de trabalho de reabilitação, não seria rentável, e traria prejuízo.
Em 1999, a expansão da Jubilee line para Stratford na London's East End foi acabada/completa. Este plano incluiu também a abertura de uma estação de transferência de linhas totalmente remodelada, a famosa Estação de Westminster. Na Jubilee line, as velhas plataformas terminais de Charing Cross foram fechadas, no entanto, foram mantidas operacionais, para eventuais emergências que viessem a ocorrer.

## Parceria público-privada
A Transport for London (TfL) repôs o LRT em 2000, um desenvolvimento que coincidiu com criação de um Mayor of London (Prefeito de Londres) directamente eleito e com a criação da Greater London Assembly.
A Janeiro de 2003 o metropolitano começou a operar como uma Parceria Público-Privada (PPP), no entanto, as infra-estruturas e o material circulante foram mantidos por duas empresas privadas (a Metronet e a Tube Lines) com contratos para cerca de trinta anos, contudo a London Underground Limited tornou-se pública e passou a ser operada pela TfL.
Existiu/Houve muita controvérsia quanto à implantação de uma Parceria Público-Privada. Os apoiantes da mudança afirmaram que o sector privado iria eliminar as ineficiências das empresas do sector público e assumindo assim os riscos associados ao funcionamento da rede de metropolitano, enquanto que os opositores/oponentes disseram que a necessidade de fazer lucros, iria reduzir o investimento e os aspectos do serviço público do Metro de Londres. Desde então, assistiu-se a criticas quanto ao desempenho das empresas privadas; por exemplo, em Janeiro de 2007, a edição do The Londoner, um jornal publicado periodicamente pela Greater London Authority, continha uma lista intitulada por Metronet's mistakes of 2006 (Os erros da Metronet em 2006), debaixo do título principal do artigo, intitulado por Metronet guilty of "inexcusable failures" (Metronet culpada de "falhas imperdoáveis").
A Metronet foi colocada na administração a 18 de Julho de 2007. A TfL, desde então, assumiu o controlo dos comités exteriores da Metronet.
O governo do Reino Unido fez, então grandes esforços para encontrar outra empresa/firma privada, para preencher o "buraco"/"vácuo" deixado pela liquidificação da Metronet. No entanto, e até agora a TfL expressou um interesse plausível em assumir as responsabilidades da Metronet. Mesmo apesar da Tube Lines parecer estável, isto pôs a longo termo/longo prazo, o futuro da PPP em dúvida. O caso da PPP, enfraqueceu mais ainda em 2008, quando foi revelado o verdadeiro custo da insolvência da Metronet. Tal acção custou ao governo do Reino Unido, mais de £2 biliões de libras (cerca de 2 bilhões e 300 milhões de euros).  As cinco empresas privadas que compunham a aliança Metronet tiveram de pagar £70 milhões cada um (mais de 80 milhões de euros), para amortizar as dívidas adquiridas pelo consórcio. Mas, sob um acordo com o governo inglês, atingido/efectuado em 2003, as empresas estavam protegidas de qualquer outra responsabilidade. Os contribuintes do Reino Unido, tiveram assim que pagar o resto da conta, com os seus impostos. Isto prejudicou assim, o argumento de que a PPP colocaria os riscos envolvidos as funcionamento do sistema de metropolitano, para as mãos do sector privado.